# Возле этих окон
«Возле этих окон» — советский художественный фильм 1973 года, снятый режиссёром Хасаном Бакаевым на киностудии «Мосфильм». Премьера фильма состоялась 25 февраля 1974 года. Фильм посмотрело 16,7 млн зрителей за первый год демонстрации.

## Сюжет
Фильм снят по роману Лазаря Карелина «Микрорайон». В центре сюжета — жизнь жителей новых микрорайонов, где в жизни каждого успехи и неудачи сменяют друг друга. Михаил Анохин работает киномехаником и обучается в педагогическом институте заочно. Он также выполняет обязанности агитатора, проявляя заботу о своём напарнике Викторе и о Нине Лагутиной, приёмщице в ателье мод, которая недавно потеряла мать. Михаил замечает, что Нина изолируется от окружающих и пытается помочь ей, знакомя с друзьями и пытаясь отвлечь от проблем, что позитивно сказывается на её состоянии.

## В ролях
- Наталья Гвоздикова — Нина Лагутина, приёмщица ателье
- Евгений Жариков — Михаил Анохин, киномеханик, агитатор
- Владимир Гусев — Евгений Андреевич Князев
- Нина Ильина — Анюта, официантка, подруга Виктора
- Алёна Чухрай — Реня, библиотекарь
- Николай Мерзликин — Сергей Охотников
- Николай Денисов — Виктор Снегирёв, киномеханик
- Дмитрий Масанов — Анатолий Павлович, директор ателье
- Ашот Нерсесян — Ашот Павлович, бухгалтер ателье
- Николай Граббе — Матвей Игнатьевич, директор кинотеатра
- Сергей Голованов — Спицын, агитатор
- Феликс Яворский — Юрий Степанович Гурьев
- Инга Будкевич — жена Славика, «Хмурого»
- Мария Виноградова — мать моряка
- Зоя Василькова — клиентка ателье
- Инна Выходцева — Лидия Петровна, работник кинотеатра
- Владимир Дорофеев — Яков Ефимович, дед Виктора
- Вадим Захарченко — Славик, «Хмурый»
- Валентина Ушакова — Любовь Григорьевна, библиотекарь
- Герман Качин — «Малый»
- Елена Муратова — эпизод
- Александра Панова — Елена Ивановна, профессор
- Светлана Швайко — девушка на субботнике
- Юлия Цоглин — сотрудница ателье
- Валентина Беляева — мать Михаила, школьная учительница
- Надежда Самсонова — Феклуша, швея подпольного ателье
- Александра Денисова — швея подпольного ателье
- Светлана Коновалова — швея подпольного ателье
- Алексей Ванин — мастер-портной
- Виктор Уральский — клиент ателье
- Валентина Ананьина — клиентка ателье
- Анатолий Ведёнкин — Яша, строитель
- Лариса Виккел — строитель
- Станислав Михин — дружинник
- Любовь Калюжная — Любовь Андреевна
- Александр Абдулов — Саша, молодой моряк, жених, клиент ателье
- Тамара Яренко — Ирина Петровна
- Александр Кузнецов — сосед

## Съёмочная группа
- Режиссёр — Хасан Бакаев
- Сценарист — Лазарь Карелин
- Операторы — Владимир Захарчук, Николай Немоляев
- Композитор — Георгий Фиртич
- Художник — Евгений Серганов

## Критика
Киновед Виктор Дёмин подробно проанализировал фильм в журнале «Искусство кино». Он отмечал: «…постановочная стилистика пристрастна к плотному, прочному и даже сверхпрочному, с десятикратным запасом определённости, с несколькими восклицательными знаками там, где вполне можно было обойтись естественным интонационным ударением». Сюжетная конструкция фильма, со слов Дёмина, «отключена от дыхания реальности».
Критик Василий Сухаревич в газете «Вечерняя Москва» так оценивал фильм: «…если первую большую работу молодого режиссёра судить с беспощадной строгостью — надо, безусловно, отметить бы и некоторую замедленность ритмов и порой явную прямолинейность в игре актёров, особенно второго плана. Но эти недостатки для режиссёрского дебюта вполне простительные». Достоинство фильма, по утверждению Сухаревича, заключается в «представлении режиссёром современных характеров, молодых людей» в лице главных героев.
Кинокритик Даль Орлов в газете «Советская культура» писал: «Таким, например, как „Возле этих окон“, где мы встречаемся с молодым коммунистом Михаилом Анохиным, выполняющим общественное поручение: он агитатор в своём микрорайоне; или „Возврата нет“, знакомящим нас с образом высокого духовного благородства и силы — колхозницей Антониной Кашириной в исполнении Н. Мордюковой; или „Встречи и расставания“, герой которого, молодой вертолётчик, выполняя производственное задание, оказывается в чужой стране и заочно может убедиться в разнице духовных потенциалов людей западного и нашего мира». По мнению Орлова, перечисленные им картины «разнятся между собой уровнем художественного воплощения, каждая из работ имеет как сильные, так и отрицательные стороны», но всё-таки все эти фильмы «можно отнести к активу текущей кинематографической программы в той её части, которая посвящена дню сегодняшнему».